# Бернадет
Бернадет (фр. Bernadets) насеље је и општина у југозападној Француској у региону Аквитанија, у департману Атлантски Пиринеји која припада префектури По.
По подацима из 2011. године у општини је живело 561 становника, а густина насељености је износила 152,45 становника/km². Општина се простире на површини од 4 km². Налази се на средњој надморској висини од 264 метара (максималној 325 m, а минималној 220 m).

## Демографија
| 1962. | 1968. | 1975. | 1982. | 1990. | 1999. | 2011. |
| ----- | ----- | ----- | ----- | ----- | ----- | ----- |
| 149   | 136   | 185   | 303   | 534   | 519   | 561   |

График промене броја становника у току последњих година